# Stimmungsimpressionismus
Als Stimmungsimpressionismus (auch Wiener Stimmungsimpressionismus oder Österreichischer Stimmungsimpressionismus) wird die österreichische Freilichtmalerei zwischen 1870 und 1900 bezeichnet, die sich von der heroisierenden Landschaftsdarstellung des Historismus abgrenzt. Der Begriff etablierte sich etwa um 1950.
Der Stimmungsimpressionismus betont die atmosphärischen Reize und die Lichtverhältnisse der Landschaft, orientiert sich jedoch an älteren Traditionen wie der Niederländischen Landschaftsmalerei und kommt dem Stil des französischen Impressionismus nur selten nahe. Die Motive wurden oft in Wien und Umgebung, den Praterauen, dem Wienerwald und in der Wachau gefunden.
Vertreter des Stimmungsimpressionismus sind Emil Jakob Schindler, August von Pettenkofen, Olga Wisinger-Florian, Marie Egner, Carl Moll, Tina Blau, Josef Stoitzner, Rudolf Ribarz, Karl Hofmann, Karl Hoffmann, Ludwig Halauska, Theodor von Hörmann, Hugo Darnaut und Marie Arnsburg.